# Mirjam Weichselbraun
Mirjam Weichselbraun (Innsbruck, 27 settembre 1981) è una conduttrice televisiva e attrice austriaca.

## Biografia

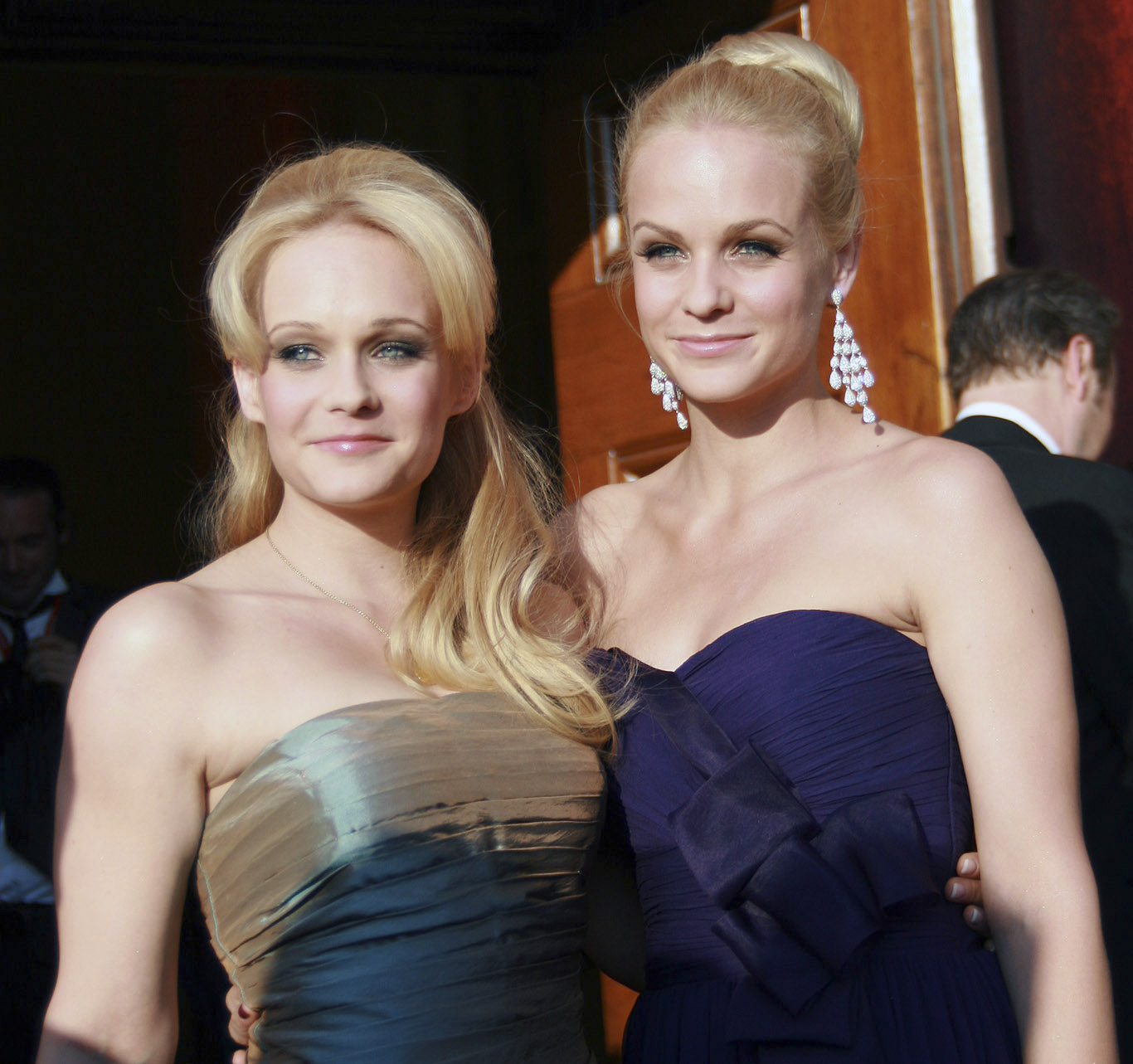
Mirjam Weichselbraun (a destra) con la sorella gemella Melanie Binder nel 2009

Ha una sorella gemella, Melanie Binder che ha ereditato il cognome paterno, lei quello materno.
Dal 2013 è in una relazione con Ben Mawson,manager di Lana Del Rey, con il quale ha due figlie.
Nel maggio 2015 co-conduce l'Eurovision Song Contest 2015 in programma a Vienna insieme a Arabella Kiesbauer e Alice Tumler.

## Filmografia parziale

### Televisione
- Die Märchenstunde - serie TV (2006)
- Essenze d'amore (Die Rosenkönigin), regia di Peter Weck – film TV (2007)
- Unter Umständen verliebt - film TV - regia di Sven Bohse (2012)

### Doppiaggio
- Vanessa Bloom in Bee Movie (2007)
- Greta in Ferdinand  (2017)